# Światowy Kongres Esperanto w 1907 roku
III Światowy Kongres Esperanto w 1907 roku – Światowy Kongres Esperanto odbył się w Cambridge w dniach 12–17 sierpnia 1907 roku.

## Historia
Udział w Kongresie zapowiedzieli nie tylko esperantyści z Europy, ale też z Japonii, Chin, Indii i Kongo. Planowano, że będzie trwał 10 dni, w tym 5 zostanie przeznaczonych na zwiedzanie Anglii. W kongresie wzięło udział 1500 osób reprezentujących 13 narodowości. Wśród nich byli delegaci z Urugwaju, Tunezji, Wenezueli, Kanady i Stanów Zjednoczonych. Obrady rozpoczęto nabożeństwem w kościele uniwersyteckim St Mary the Great. Wieczorem odbyło się nabożeństwo w rzymskokatolickiej kaplicy St Edmund's College, podczas którego przekazano przesłane dla uczestników kongresu błogosławieństwo papieża.
12 sierpnia do Cambridge przyjechał Ludwik Zamenhof, którego na dworcu powitał burmistrz. Potem w powozach przejechali do Fitzwilliam College, gdzie spotkali się z wicekanclerzem Uniwersytetu. Na schodach Fitzwilliam Hall wykonano pamiątkowe zdjęcie, a potem kolejne wszystkich uczestników na dziedzińcu Trinity Collage.
Kongres rozpoczął obrady wieczorem w budynku New Theatre. Po odśpiewaniu hymnu La Espero obrady rozpoczął przewodniczący kongresu w Genewie Friedrich Schneeberger. Przekazał on prezydenturę Johnowi Pollen, który na wiceprezydentów zaproponował Harolda Bolingbroke Mudiego i George'a Cunninghama. Życzenia udanych obrad uczestnikom i zdrowia Zamenhofowi złożył burmistrz Cambridge George Stace. Potem głos zabrał Zamenhof, który podkreślił wagę zorganizowania kongresu w Wielkiej Brytanii. Pojawiały się bowiem głosy, że w tym kraju nikt nie będzie zainteresowany nauką języka międzynarodowego. Podziękował władzom uniwersyteckim za użyczenie pomieszczeń, władzom miasta Cambridge i pozdrowił przedstawiciela króla. Wspomniał o zmarłych w ostatnim roku. Potem odczytano nadesłane pozdrowienia i przemawiali przedstawiciele różnych regionów. W imieniu Polaków przemawiał Kazimierz Bein.
Podczas obrad w kolejnych dniach redaktor pisma Tra La Mondo Auguste Capé przedstawił raport na temat działalności esperantystów w ramach Czerwonego Krzyża, poinformowano uczestników, że w ciągu roku wzrosła liczba grup esperantystów z 3 do 65, przygotowano i wysłano telegram do króla Wielkiej Brytanii, który jako pierwszy przysłał na kongres swojego przedstawiciela. Odbywały się również spotkania studentów, żeglarzy, wolnomyślicieli itd. Otto Simon zaproponował ustanowienie jednego dnia, które będzie świętem esperanta na całym świecie. Kongres przyjął jego propozycję powierzając wybór specjalnemu komitetowi, a decyzję postanowiono ogłosić w czasopismach esperanckich. Postanowiono również utworzyć Internacian Societon por Virinprotektado (Międzynarodowe Towarzystwo na rzecz Promocji Kobiet), którego honorowym prezesem mianowano Klarę Zamenhof.
Tradycyjny bal, w którym wzięło udział 2000 osób, odbył się w salach ratusza.
Wieczorem w Teatrze Nowym odbyły się koncerty. Pokazano na nich komedie: Box and Cox Johna Maddisona Mortona oraz Bardell contraŭ Pickwick.
Podczas kongresu zorganizowano wycieczki: do miasta ogrodu zrealizowanego według koncepcji Ebenezera Howarda, Girton i Newnham. Po zakończeniu kongresu około 1000 uczestników wyjechało do Londynu.